# Ернст Вальтер
Ернст Вальтер (нім. Ernst Walter; 26 червня 1885 — 1945) — австро-угорський, австрійський і німецький військовий інженер, генерал-майор австрійської армії і вермахту.

## Звання
- Гауптман (1 листопада 1914)
- Титулярний оберстлейтенант (8 липня 1921)
- Оберст (25 березня 1928)
- Генерал-майор (21 березня 1933)
- Генерал-майор до розпорядження (1 липня 1943)

## Нагороди
- Ювілейний хрест
- Срібна і бронзова медаль «За військові заслуги» (Австро-Угорщина) з мечами
- Хрест «За військові заслуги» (Австро-Угорщина) 3-го класу з військовою відзнакою і мечами — нагороджений двічі.
- Орден Залізної Корони 3-го класу з військовою відзнакою і мечами
- Військовий Хрест Карла
- Залізний хрест 2-го класу
- Особливий хрест «За відвагу» (Каринтія)
- Пам'ятна військова медаль (Австрія) з мечами
- Золотий почесний знак «За заслуги перед Австрійською Республікою»
- Орден Заслуг (Австрія), офіцерський хрест
- Хрест «За вислугу років» (Австрія) 2-го класу для офіцерів (25 років)
- Орден Заслуг (Угорщина), командорський хрест
- Почесний хрест ветерана війни з мечами